# Buddismo Chán

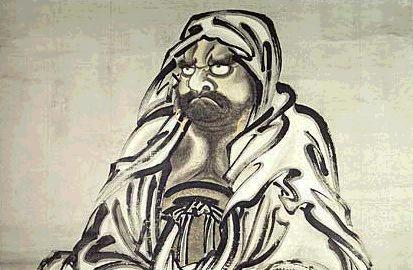
Il leggendario fondatore e Primo patriarca del buddismo Chán, Bodhidharma, in un antico dipinto.

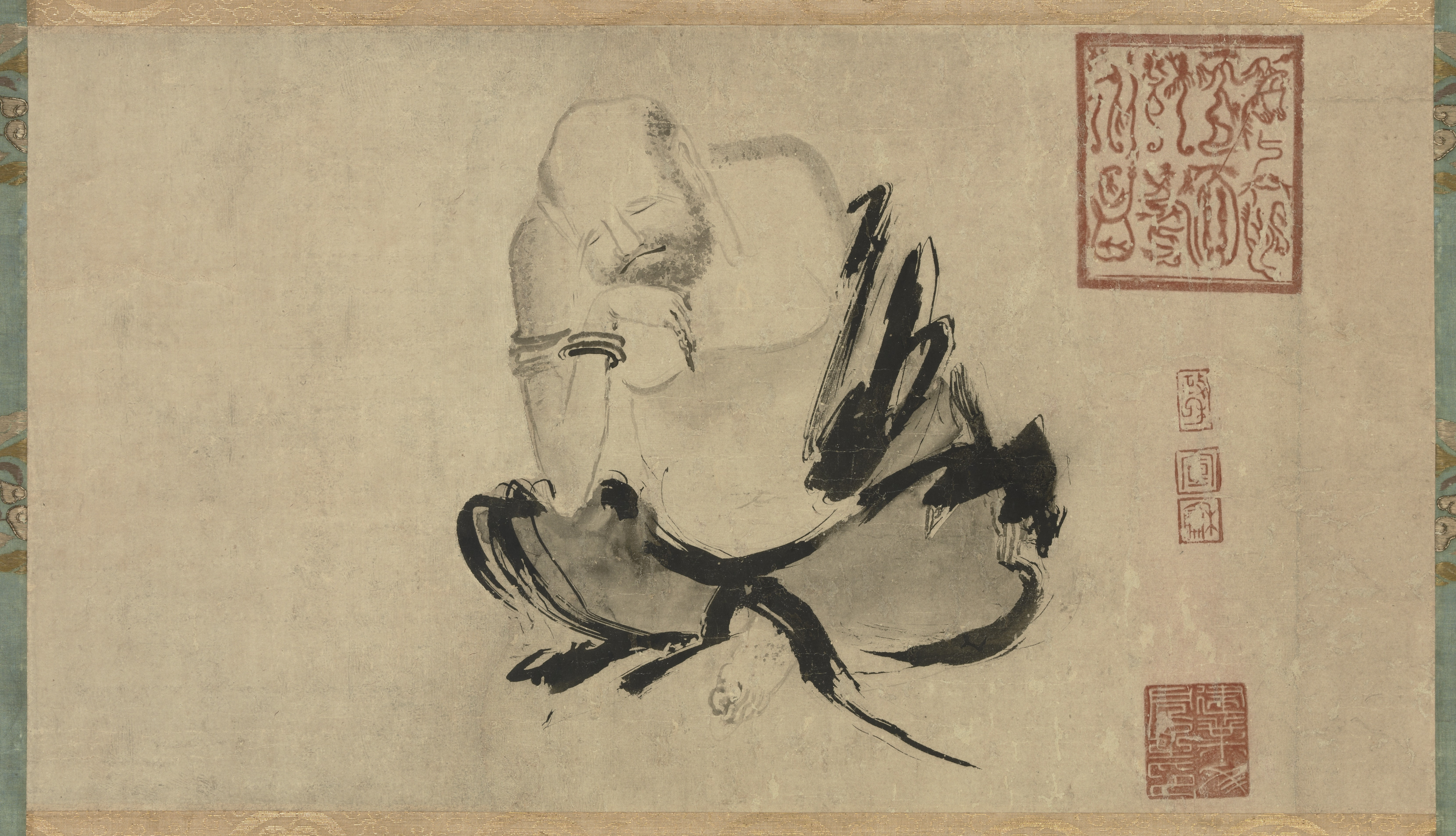
Il successore di Bodhidharma, Huìkě, in un dipinto del X secolo. Così il Wúmén guān, 無門關:

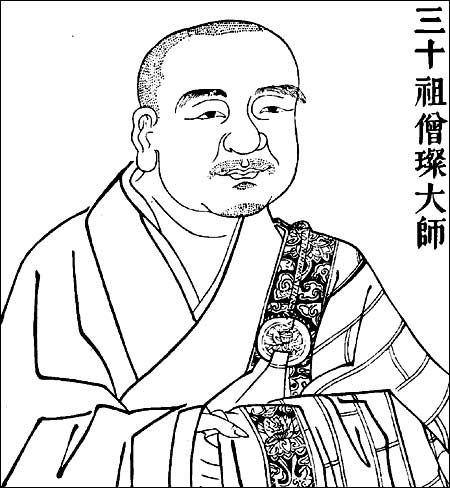
Antica immagine del III patriarca Chán, Sēngcàn (僧璨, ?-606), successore di Huìkě. Sēngcàn era, secondo la tradizione, afflitto dalla lebbra. Così il Denkoroku, 伝光録:

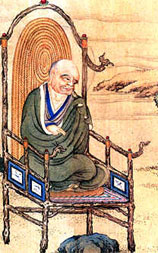
Il IV patriarca Chán, Dàoxìn (道信, 580 - 651), successore di Sēngcàn. Così il Denkoroku, 伝光録: :

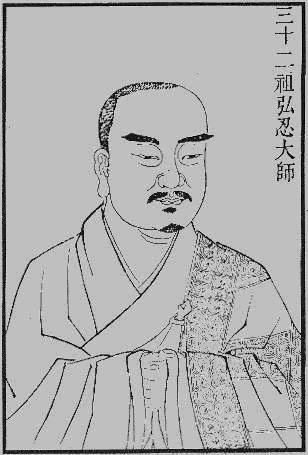
Dipinto del V patriarca Chán, Hóngrěn (弘忍, 601 - 674). Hóngrěn incontrò Dàoxìn quando ancora era adolescente. Così il Denkoroku, 伝光録, narra questo incontro:

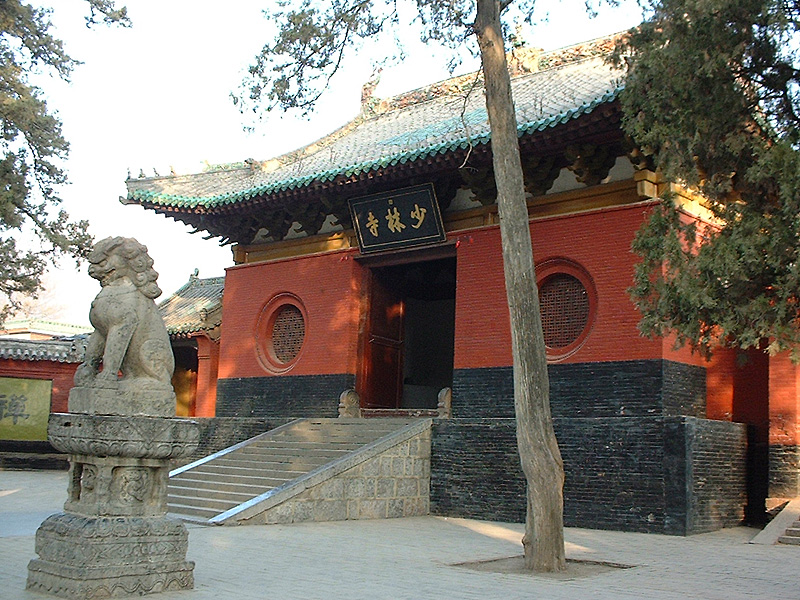
Ingresso principale del Tempio di Shàolín, nei pressi del quale è collocato lEpitaffio di Fǎrù.

(Quattro nobili versi di Bodhidharma, 達磨四聖句)
(Quarantunesimo gong'an  del Wúmén guān, 無門關.)
(Denkoroku, 伝光録.)
(Denkoroku, 伝光録.)
(Denkoroku, 伝光録.)

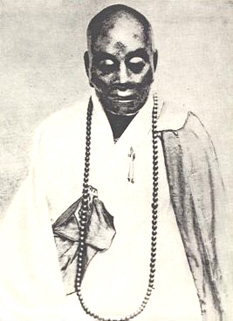
La mummia di Huìnéng (慧能, 638-713), sesto patriarca Chán secondo la tradizione della scuola del Sud (Nánzōng 南宗禪). Questa foto ritrae la mummia del patriarca prima dei danneggiamenti causati dalle Guardie Rosse durante la Rivoluzione culturale. Oggi la mummia, parzialmente restaurata, è collocata nel monastero buddista Nánhuá (南華寺, Nánhuá-sì) situato nei pressi di Shaoguan.

Il buddismo Chán rappresenta un insieme di scuole, dottrine e lignaggi del Buddismo cinese che fanno riferimento alla figura di Bodhidharma, il leggendario monaco indiano tradizionalmente ritenuto il suo fondatore. Questo buddismo, sorto probabilmente alla fine del VI secolo in Cina dal contatto del Buddismo Mahāyāna con le religioni autoctone come confucianesimo e taoismo, è tutt'oggi praticato in questo paese, con particolare riguardo ai lignaggi presenti ad Hong Kong e a Taiwan e da lì trasferiti anche negli Stati Uniti d'America e in Europa. Dal buddismo Chán derivano le tradizioni dello Zen giapponese, del Sòn coreano e del Thiền vietnamita.

## Etimologia del termineChán(禅)
Chán (cinese classico 禪, lettura giapponese zen) è il tentativo di imitare il suono della parola sanscrita dhyāna con un ideogramma. In questo caso l'ideogramma funziona da fonema e non da epistema, ovvero è un segno latore di suono mentre il suo significato in cinese (letteralmente: "altare spianato'" o, anche: "abdicare") non ha alcuna importanza. Tuttavia, fanno notare alcuni autori, sebbene 禅 sia stato scelto per ragioni fonetiche per imitare il suono prodotto dalla parola dhyāna e non per il suo significato, il segno 禅 è composto, a sinistra, da 示, letto shì, e a destra da 単, letto dān, il primo significa “indicare, puntare a, mostrare”, il secondo vuol dire “solo, unico, semplice, singolo”, perciò intendendo assieme il senso delle parti, potremmo dire che 禅 contenga il significato complessivo di “mirare al massimo di semplicità” o “puntare all'uno”. Attualmente in giapponese 禅 ha solo il significato di "Buddismo Zen".
禅, Chán, o più propriamente Chánjiā (禅家), "scuole/famiglie/case del Chan", dal IX secolo è il nome cinese di un insieme di lignaggi che compongono una scuola buddista dalle origini leggendarie che si fanno risalire all'altrettanto leggendario Bodhidharma, -monaco indiano, o persiano, seguace della corrente del Buddismo Mahāyāna, giunto in Cina attorno al VI secolo. Il termine Chánjiā (禅家) fu adottato per la prima volta -pare- dall'eclettico monaco e studioso cinese Zōngmì (宗密, 780-841). Attualmente con Chán si intende una corrente religiosa buddista sviluppatasi in Cina, grazie ad una profonda inculturazione in ambiente daoista, a partire dalla dinastia Tang, fiorita sotto i Song, introdotta in altri paesi di influenza cinese. Molto nota è l'interpretazione giapponese di questa scuola, che prende il nome di Zen. Con quest'ultimo termine molti autori si riferiscono all'intera tradizione di questa scuola, comprese le sue radici cinesi.
Mentre il carattere 禅, chán, venne utilizzato in tutto il buddismo cinese per trascrivere il suono del termine sanscrito dhyāna con cui si designa il frutto meditativo, come traduzione cinese di dhyāna fu usata la coppia 靜慮 (pinyin jìng-lǜ, giapponese jōryo, coreano jengnyeo).

## Il leggendario fondatore Bodhidharma e le origini
È piuttosto difficile ricostruire le origini storiche del buddismo Chán. Il lavoro storiografico risente di alcuni ritardi dovuti alle traduzioni e alla comparazione di testi e cronache riportati nel Canone cinese e non solo. Al momento la quasi totalità degli storici ritiene che i racconti tradizionali siano piuttosto esagerati se non addirittura inventati. Ciò non toglie che l'alone di mistero che avvolge questa scuola e la figura del suo leggendario fondatore Bodhidharma ne accresca l'interesse e la peculiarità. Le fonti su cui si poggiano i racconti tradizionali sono piuttosto tarde, risalgono al Jǐngdé zhuàndēng lù (景德傳燈錄, giapp. Keitoku dentō roku, Raccolta della Trasmissione della Lampada, T.D. 2076.51.196-467) redatto nel 1004 da Dàoyuán (道源). Quindi è indubbio che trascorrano almeno cinquecento anni tra le fonti e i fatti da esse narrati.
Purtuttavia vi sono fonti autonome da quelle della scuola Chán che accennano alla figura di Bodhidharma e del suo discepolo Huìkě (慧可, 487-593) come lo Xùgāosēngzhuàn (續高僧傳, T.D. 2060.50.425a-707a) redatto da Dàoxuān (道宣, 596-667) nel 645, e rivisto da lui stesso prima della sua morte, nel 667. In questa opera Dàoxuān parla di un brahmano originario dell'India meridionale che arrivò in Cina per diffondervi le dottrine del Mahāyāna. Giunto per mare a Nanyue, durante la Dinastia Song meridionale (420-479), raggiunse da qui la capitale della Dinastia Wei settentrionale (384-534) Luoyang, dove cercò di raccogliere, ma senza successo, dei discepoli, incontrando persino maldicenze. Solo in due lo seguirono, Huìkě (慧可, 487-593) e Dàoyù (道育,?-?). A loro trasmise la dottrina del Laṅkāvatārasūtra (Il Sutra della discesa a Lanka, 楞伽經 pinyin Lèngqiéjīng, giapp. Ryōgakyō), che riteneva più adatta ai cinesi e la tecnica della meditazione del bìguān (壁觀, guardare il muro) per mezzo della pratica (行入 xíngrù ) e del principio (理入 lǐrù). Dàoxuān afferma che Bodhidharma morì sulle rive del Fiume Lo il quale, essendo noto come terreno di esecuzioni, fa supporre che fu giustiziato durante le ribellioni del periodo della Dinastia Wei settentrionale.
Tuttavia ad una attenta lettura, questa biografia presenta alcune contraddizioni: tratta di un maestro di dhyana che pratica lo "sguardo verso il muro" e che non stima le scritture, mentre contemporaneamente promuove un sutra di origine Cittamatra, il Laṅkāvatārasūtra. È evidente che Dàoxuān opera almeno su due fonti contraddittorie. Da una parte, sulla pratica del bìguān, si rifà allo Èrrù sìxíng lùn (二入四行論, giapp. Ninyū shigyō ron, Trattato sulle due entrate e le quattro pratiche) testo rinvenuto nella grotta n. 17 delle Grotte di Mogao, redatto a partire dagli insegnamenti del maestro intorno al 600 dal discepolo di Bodhidharma (ma più probabilmente un discepolo di Huìkě), Tànlín (曇林, 506–574); dall'altra, per le informazioni sul Laṅkāvatārasūtra, si rifà ad un erede della tradizione Chan, Fǎchōng (法沖, 587?-665). Nella introduzione all'Èrrù sìxíng lùn , Tànlín, indica Bodhidharma come terzo figlio di un re 'brahmano' dell'India meridionale "attraversando montagne e mari". Di certo al tempo di Dàoxuān Bodhidharma non era ancora considerato il 28º patriarca indiano del buddismo Chán.
Altra considerazione importante, e storicamente abbastanza accertata, è che ai tempi di Dàoxuān, sul Monte Dòngshān (東山, Picco o Monte orientale), nasceva una nuova scuola forse di origine Tiāntái, fondata dai monaci Dàoxìn (道信, 580-651) e Hóngrěn (弘忍, 601-674) e praticante esclusivamente la tecnica del dhyāna. I discepoli di Hóngrěn, Fǎrù (法如, 638-689), Huìān (惠安 o 慧安, 582-709) e Shénxiù (神秀, 606-706), diffusero a Chang'an e a Luoyang le dottrine di questa nuova scuola, avviando la redazione del Chuánfǎbǎojì (傳法寶紀, giapp. Denhō bōki, T.D. 2838.85.1291) e del Lèngqié shīzī jì (楞伽師資記, giapp. Ryōgashijiki, T.D. 2837.85.1283-1291) in cui amalgamarono la tradizione monastica di Dòngshān e la tradizione scolastica del Laṅkāvatārasūtra. La nuova scuola buddista cinese si sviluppò rapidamente e venne denominata come Dámózōng (達摩宗, dal nome del fondatore) o Lèngqiézōng (楞伽宗, dal nome del sutra di riferimento). Con la sua diffusione, il fondatore Bodhidharma acquisì conseguentemente le sue caratteristiche leggendarie.

## I possibili primi lignaggi della scuola Chán
Esistono differenti e contraddittorie fonti sul primo lignaggio della scuola buddista Chán e sul suo fondatore Bodhidharma, tutte risalenti tra il VII e il IX secolo.
- Il primo documento del lignaggio Chán è rappresentato da un epitaffio collocato nei pressi del monastero Shàolín (少林寺, Shàolín-sì). In questo epitaffio, denominato Epitaffio di Fǎrù (法如, o Fa-ju), databile intorno al 689[10], viene indicato il fondatore, Bodhidharma, seguito da altri cinque nomi: Huìkě (慧可, 487-593), Sēngcàn (僧璨, ?-606), Dàoxìn (道信, 580 - 651), Hóngrěn (弘忍, 601 - 674) e Fǎrù (法如, 638-689).
- Mentre nel Lèngqié shīzī jì (Memorie dei maestri e dei discepoli di Lanka, 楞伽師資記, giapp. Ryōga shiji ki, T.D. 2837.85.1283-1291) opera rinvenuta nelle Grotte di Mogao e attribuita a Jìngjué (淨覺, 683-750?) allievo di Xuánzé (玄則, ?) a sua volta allievo di Shénxiù (神秀, 606?-706) il fondatore della scuola Chán denominata Beizōng (北宗, Scuola settentrionale) si sostiene, invece, essere il fondatore di questa scuola il monaco indiano (o singalese) Guṇabhadra (cinese 求那跋陀羅, Qiúnàbátuóluó, 394-468), il secondo traduttore in cinese del Laṅkâvatārasūtra e in questa fonte considerato il maestro di Bodhidharma[11]. Il Lèngqié shīzī jì omette peraltro Fǎrù e lo sostituisce come sesto patriarca con Shénxiù aggiungendo Pǔjí (普寂, 651-739) come settimo patriarca Chán.
- Il Chuánfǎbǎojì (傳法寶紀 T.D. 2838.85.1291), opera dell'VIII secolo rinvenuta nelle Grotte di Mogao il cui autore è un non meglio identificato "Du Fei", segue l'elenco dell'Epitaffio di Fǎrù aggiungendo come settimo patriarca, dopo Fǎrù, Shénxiù.
- Le fonti del Chán "meridionale", (denominato Nánzōng 南宗禪) come il Liùzǔ tánjīng (六祖壇經, Sutra della piattaforma[12] del sesto patriarca, T.D. 2008.48.346a-362b) tradizionalmente attribuito a Huìnéng (慧能, 638-713), fanno invece seguire il quinto patriarca Hóngrěn da Huìnéng considerato il sesto ed ultimo patriarca cinese della scuola Chán. Tutte le scuole del buddismo Chán e del Buddismo Zen oggi esistenti seguono questo lignaggio.
- Un'altra fonte del Chán "meridionale", lo Yǒngjiā zhèngdào gē (永嘉證道歌, Canto dell'immediata illuminazione, T.D. 2014.48.395c-396c) opera del monaco Yǒngjiā Xuánjué (永嘉玄覺, giapp. Yoka Daishi, 665-713), discepolo di Huìnéng, il sesto patriarca Chán secondo la tradizione della scuola del Sud (Nánzōng 南宗禪), viene riferito per la prima volta che Bodhidharma è il ventottesimo patriarca di una trasmissione dell'insegnamento che ha in Mahākāśyapa, discepolo del Buddha Śākyamuni, il primo patriarca.
- Nel Bǎolín zhuán (寳林傳) risalente agli inizi del IX secolo[13] viene inoltre riportato il seguente lignaggio indiano di Bodhidharma: Buddha Śākyamuni 1. Mahākāśyapa 2. Ānanda 3. Śaṇakavāsa 4. Upagupta 5. Dhṛṭaka 6. Micchaka 7. Vasumitra 8. Buddhanandin 9. Buddhamitra 10. Pārśva 11. Puṇyayaśas 12. Aśvaghoṣa 13. Kapimala 14. Nāgārjuna 15. Kāṇadeva 16. Rāhulata 17. Saṅghanandin 18. Gayāśata 19. Kumārata 20. Jayata 21. Vasubandhu 22. Manorhita 23. Haklena 24. Āryasiṃha 25. Basiasita 26. Puṇyamitra 27. Prajñātāra 28. Bodhidharma. Anche questo lignaggio indiano è quello riconosciuto da tutte le scuole Chán/Zen oggi esistenti, che derivano dalle scuole Chan di lignaggio cosiddetto "meridionale" (南宗, nánzōng).

## La storia
I lignaggi e la storia del Chán, così come indicati dalla tradizione della scuola del Sud (Nánzōng 南宗禪) che vogliono indicare come sesto ed ultimo patriarca Huìnéng (慧能, 638-713), sarebbero dunque messi in discussione, secondo numerosi studiosi, dalla scoperta nelle Grotte di Mogao (nei pressi di Dunhuang) di diversi antichi manoscritti che riporterebbero altre e differenti tradizioni.
Se Huìnéng è considerato un personaggio esistito storicamente e fondatore di un monastero Chán, altrettanta storicità viene assegnata a Dàoxìn (道信, 580 - 651), quarto patriarca di questa scuola, e al suo successore Hóngrěn (弘忍, 601 - 674). Dei precedenti tre patriarchi in Cina, Bodhidharma (483-540), Huìkě (慧可, 487-593), Sēngcàn (僧璨, ?-606), non abbiamo che cenni spesso tardi e contraddittori. Eppure sembra chiaro che questa scuola non può essere emersa dal nulla. Le ipotesi attualmente da verificare sono diverse. Di certo la prima figura autenticamente Chán di cui si ha contezza storica è il quarto patriarca, Dàoxìn, un monaco di scuola Tiāntái del monastero di Dōnglín (東林, situato ai piedi del Monte Lu) allievo di Zhìkǎi (智鎧, 533-610) a sua volta allievo diretto di Zhìyǐ (智顗, 538-597). Nelle Grotte di Mogao è stato ritrovato un suo manoscritto il Rùdào ānxīn yào fāngbiàn fǎmén (入道安心要方便法门) dove egli afferma: «Sta' seduto in meditazione con sforzo zelante! Lo star seduti in meditazione è il fondamento... Chiudi la porta e sta' seduto! Non leggere Sutra, non parlare con gli uomini. Se tu pratichi così e ti sforzi per molto tempo, allora il frutto è dolce, come per la scimmia che prende il gheriglio dal guscio. Di costoro ne esistono poche» . È evidente la rottura di Dàoxìn con gli insegnamenti di Zhìyǐ, propugnatore della pratica meditativa dello zhǐguān (止觀), il quale pochi decenni prima avvertiva: «Coloro che studiano [solo] il dhyāna sanno soltanto contemplare la penetrazione del principio; la loro mente si fonda con tutto ciò che incontrano, ma non ha l'intelligenza dei nomi e dei segni specifici e non conosce una sola frase delle scritture». Da qui prende piede l'ipotesi che il diciottenne monaco tiāntái Dàoxìn abbia effettivamente incontrato sul Monte Lu, come narra la tradizione, uno chánshī (禪師, maestro di chán-dhyāna itinerante, figura religiosa in quell'epoca piuttosto diffusa), di nome Sēngcàn, che lo ha iniziato alla esclusiva pratica meditativa dello zuòchán (坐禅, giapp. zazen) ma secondo la tecnica dello bìguān (壁觀, guardare il muro) e non dello zhǐguān (止觀, calma e discernimento) e al solo studio del Laṅkāvatārasūtra (Il Sutra della discesa a Lanka, 楞伽經 Lèngqiéjīng, è conservato nello Jīngjíbù), sutra di derivazione cittamātra non particolarmente considerato dalla scuola Tiāntái che prediligeva l'approccio madhyamaka. Se a ciò aggiungiamo il fatto che nella scuola Tiāntái era d'obbligo un corso di studio e pratica che abbracciava praticamente tutte le dottrine conosciute, potremmo spiegare perché, come sostenuto recentemente dagli studiosi statunitensi Richard H. Robinson e Williard L. Johnson: «il punto di forza del sistema Tiantai, ovvero la sua globalità, era anche la sua debolezza, in quanto chiedeva ai suoi seguaci di effondere le proprie energie nello sforzo di conoscere profondamente tutte le aree della dottrina e della pratica. Questa potrebbe essere una delle ragioni per cui, nel VII secolo, molti monaci Tiantai passarono alle nuove scuole Chan in via di sviluppo».
E così fu anche per Dàoxìn che si trasferì sul Monte Dòngshān (東山, Picco o Monte orientale), nell'omonimo monastero e dove morirà nel 651 lasciando il lignaggio a Hóngrěn ma la trasmissione anche a Fǎróng (法融, 594-657) che svilupperà una corrente Chán parallela, conosciuta come Niútóuchán (牛頭宗, Niútóu zōng), che si estinguerà in Cina nel IX secolo, ma che verrà trasmessa in Giappone da Saichō come scuola Gozu (牛頭宗, Gozu shū).

### Lo scontro sul lignaggio di Hóngrěn e la polemica tra la scuola del Nord (Beizōng北宗禪) e la scuola del Sud (Nánzōng南宗禪)
La morte di Hóngrěn sembrerebbe segnare uno spartiacque nella storia del Buddismo Chán. La legittimità della sua eredità, dell'eredità del suo patriarcato, verrebbe contesa tra due suoi discepoli: Shénxiù (神秀, 606?-706) e Huìnéng (慧能, 638-713).
La principale fonte su Huìnéng è il Liùzǔ tánjīng (六祖壇經, Sutra della piattaforma del sesto patriarca, T.D. 2008.48.346a-362b), attribuito allo stesso Huìnéng. Testi scoperti nelle Grotte di Mogao suggeriscono tuttavia più versioni di questo sutra che viene attribuito ad un assistente di Huìnéng, un non meglio conosciuto Fahai. Studi recenti indicano tuttavia in Fahai un seguace della scuola Niútóuchán (牛頭宗, Niútóu zōng) fondata da Fǎróng (法融, 594-657). Da notare inoltre il carattere 經 (jīng, sutra) contenuto nel titolo dell'opera e tradizionalmente applicato esclusivamente a raccolte i cui detti sono riferiti al Buddha Śākyamuni.
Comunque sia, questa fonte ci narra che giunto sul Huángméishān, Huìnéng incontrò Hóngrěn il quale gli contestò che difficilmente un "barbaro del Sud" poteva divenire un buddha. Huìnéng gli replicò che nonostante si potessero osservare differenze tra le genti del Sud e quelle del Nord, la natura di Buddha era per tutti la stessa. Hóngrěn riconobbe in Huìnéng un uomo illuminato e per non turbare la formazione dei monaci del suo monastero lo relegò al ruolo di sguattero delle cucine impartendogli in segreto i suoi insegnamenti più profondi.

Giunto sul punto di morte e dovendo stabilire il suo successore il patriarca Hóngrěn chiese ai monaci di esporre in versi l'essenza del Dharma buddista. Narra lo Liùzǔ tánjīng che il capo dei monaci, Shénxiù (神秀, 606?-706) presentò i seguenti versi, ponendoli nel corridoio di fronte alla porta della cella del V patriarca:
la mente è il suo specchio lucente.

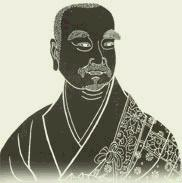
Immagine Shénxiù (神秀, 606?-706), sesto patriarca della scuola Chán secondo la tradizione della scuola del Nord (Beizōng 北宗禪).

Lascialo sempre perfettamente chiaro,

che non vi sia un solo granello di polvere.»
(Liùzǔ tánjīng, 六祖壇經)
La notte successiva Huìnéng lasciò il suo scritto accanto alla prima poesia:
e neppure il suo specchio lucente.

tutto è fin dall'inizio immacolato,

dove cadrà la polvere?»
(Liùzǔ tánjīng, 六祖壇經)
Quando il V patriarca lesse i versi di Huìnéng decise di nominarlo, in segreto, suo successore.
Huìnéng lasciò quindi il monastero fuggendo nuovamente verso Sud inseguito dai discepoli Shénxiù che reclamavano la successione per il loro maestro. Solo in seguito Huìnéng prese gli ordini monastici e insegnò nei monasteri della città di Caoji, fondando lì un proprio monastero, il Bǎolín-sì (寶林寺).
Huìnéng morì nel 713 e oggi la sua mummia è conservata nel monastero buddista Nánhuá (南華寺, Nánhuá-sì) situato nei pressi di Shaoguan (oggi nella parte settentrionale della provincia di Guandong).
Il testo agiografico Liùzǔ tánjīng narra quindi la vicenda della trasmissione al VI patriarca Chán come uno scontro tra il legittimo successore di Hóngrěn, Huìnéng, e il capo dei monaci Shénxiù, considerando il secondo come privo dei diritti di successione.
La fama di Huìnéng e la legittimazione del suo lignaggio la si deve tuttavia esclusivamente a Shénhuì (神會, 668-760) un monaco i cui scritti sono stati rinvenuti nelle Grotte di Mogao. In questi testi risulta che Shénhuì il 15 gennaio del 732 lanciò dal monastero Huátāi (滑台, a Nord di Luoyang, all'epoca capitale dell'Impero cinese) un vigoroso attacco contro la scuola Chán di Shénxiù, da Shénhuì denominata come scuola del Nord (Beizōng 北宗禪). L'attacco di Shénhuì era sulla illegittimità dell'insegnamento di quella scuola, scuola fino a quel momento tenuta in grande considerazione dalla Corte imperiale. Per comprovare la giustezza delle sue accuse, Shénhuì mostrava il possesso dell'abito del V patriarca Hóngrěn che poi era lo stesso abito di Bodhidharma giunto a Huìnéng attraverso cinque generazioni di patriarchi. In quella occasione Shénhuì accusò anche l'erede di Shénxiù, Pǔjí (普寂, 651-739), di aver inviato degli emissari per staccare la testa alla mummia di Huìnéng, distruggendone la stele, e di essersi arrogato il titolo di settimo patriarca Chán. Ma l'accusa dottrinale nei confronti della scuola del Nord era ancora più incisiva, Shénhuì la considerava "gradualista", opposta a quella perseguita nel suo monastero che invece era "repentina". Così la citazione "meridionale immediata, settentrionale graduale" (南頓北漸) permeò la cultura buddista del tempo. Tale distinzione, graduale e immediata, si riferiva al raggiungimento della illuminazione. Secondo Shénhuì i seguaci di Shénxiù erano per un raggiungimento graduale della stessa, mentre lui, seguace di Huìnéng, la perseguiva nella modalità immediata. Il dibattito sulla distinzione fra conoscenza immediata e conoscenza graduale era proprio della cultura cinese, non solo buddista, fin dalla fondazione della scuola daoista Xuánxué (玄學, Scuola della Sapienza oscura) nata dopo il crollo subito dalla Dinastia Han. Secondo la scuola Xuánxué, la Dinastia Han pur avendo formalmente rispettato le indicazioni dei classici del Daoismo non ne aveva intuito la portata. Quindi la distinzione tra conoscenza immediata e conoscenza graduale (quest'ultima, secondo queste dottrine, non priva di rischi di fallimento nella comprensione) fu poi alla base di numerose divisioni tra le scuole buddiste cinesi sempre tese a dichiararsi nell'ambito, vincente, dell'immediato.
È evidente come l'attacco del proclama di Shénhuì, erede di Huìnéng e residente nel monastero Huátāi, fosse proprio Pǔjí, erede di Shénxiù e residente nel ben più famoso monastero di Dòngshān (東山, Picco o Monte orientale), già residenza dei primi patriarchi Chán.
Da considerare inoltre che Shénxiù era considerato fino a quel momento legittimo erede di Huìnéng avendo peraltro goduto il pieno appoggio della imperatrice buddista Wǔ Zétiān (武則天, conosciuta anche come Wǔ Zhào, 武曌, regno: 690-705).
Ma i fasti della scuola del Nord, la quale tuttavia si denominava scuola di Dòngshān, erano tramontati. L'imperatrice era morta da circa trent'anni e l'Impero cinese si avviava verso la crisi che provocherà la Ribellione di An Lushan; esemplificativo fu il fatto che Shénhuì, nel frattempo condannato all'esilio per il suo proclama, si attivò ben presto nella vendita di certificati di ordinazione per rimpinguare le casse imperiali guadagnandosi il favore della Corte che gli permise di rientrare dall'esilio e di conquistarsi il titolo di VII patriarca Chán strappandolo a Pǔjí. La scuola di Shénhuì non è sopravvissuta così come il suo patriarcato ma
(Philip Yampolsky, pag. 283)

### Dopo Huìnéng: Qīngyuán Xíngsī (青原行思) e Nányuè Huáiràng (南嶽懐譲)

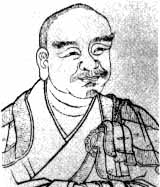
Nányuè Huáiràng (南嶽懐譲, 677—744) discepolo, secondo la tradizione, di Huìnéng, da cui avrà origine la scuola Chán Línjì (臨済, giapp. Zen Rinzai).